# Rèquiem (Gounod)
El Rèquiem, CG 80, de Charles Gounod per a soprano, mezzosoprano, tenor, baix, cor mixt (SATB) i orquestra, va ser compost entre el març de 1891 i principis de 1893, i estrenat el 23 de març de 1894 a París.

## Origen i context
Charles Gounod va ser una de les figures més destacades de la música francesa del segle xix, conegut per la seva capacitat d'expressar el romanticisme en el seu vessant més líric i emotiu. Va sobresortir tant en el camp de l'òpera com en la música sacra, deixant un llegat que va marcar profundament el panorama musical de l'època.
En els seus últims anys, Gounod es va dedicar exclusivament a la música sacra. El 1893, va escriure un rèquiem en memòria del seu net Maurice, de quatre anys, amb la intenció que fos interpretat per la Société des Concerts du Conservatoire. Tanmateix, no va arribar a escoltar-lo. El 15 d'octubre de 1893, malgrat trobar-se fatigat, va assistir a l'església amb el seu alumne i col·laborador Henri Büsser. Tres dies després, el 18 d'octubre de 1893, mentre treballava en l’arranjament per a piano de la seva missa de difunts, la seva esposa el va trobar inconscient, amb el cap recolzat sobre la partitura. Choudens va publicar la partitura destacant que Gounod va morir tocant el rèquiem al piano. Se li van retre honors amb funerals d'estat.

## Representacions
El 1895, en l'aniversari de la mort de Gounod, el Rèquiem es va representar novament a l'Església de la Madeleine a París. Gabriel Fauré va ser el director del cor i Camille Saint-Saëns va tocar l'orgue, en un acte de reconeixement dels compositors de l'època a un dels seus grans mestres.

## Anàlisi musical
El Rèquiem de Gounod, a diferència d'altres misses de difunts de la seva època, no es distingeix per una atmosfera de tenebror i por. Més aviat, la seva música és melòdica, clara, tranquil·la i plena de consol. Durant tota la seva vida, Charles Gounod va ser un home profundament religiós i devot. Així doncs, el seu Rèquiem expressa menys la por als temors del Judici Final, com succeeix en altres versions de la Missa de Difunts, i més, malgrat l'angoixa que transmet, una confiança fermament posada en la gràcia i la justícia divina.